# Like a G6
Like a G6 е хитов сингъл от третия студиен албум Free Wired на американската електро хоп група Far East Movement, с участието на The Cataracs и Dev.